# Iveco Ellisup
 (juillet 2018).
L'Iveco Ellisup est un prototype d'autobus urbain électrique présenté en octobre 2013 au Salon Busworld Kortrijk par Iveco Bus, la division autobus du groupe Iveco. (ex Irisbus).

## Histoire
Ce véhicule, a été retenu en 2009 par le fonds démonstrateur de l’Ademe. Le projet d'Autobus ELectrique à batteries au LIthium et SUPercapacités (ElLiSup) est mené par Iveco Bus (Irisbus de 2009 à 2013 pour ELLISUP) en collaboration (aide de l'Ademe, entité française oblige...) avec différents partenaires français dont Michelin, EDF, la RATP et le CEA.
L’objectif du projet était de développer un autobus électrique à rechargement rapide en bout de ligne. Selon Iveco Bus, les coûts d'exploitation et de détention (TCO) sont estimés entre celui d’un autobus diesel classique et celui d’un trolleybus.
Bien qu'Iveco n'ait communiqué aucune caractéristique détaillée de ce prototype, il semble que l'Ellisup serait équipé de moteurs électriques développés avec Michelin, logés dans 4 des 8 roues de petit diamètre du bus. Cette configuration permet de limiter le volume occupé par les moteurs et de bénéficier d’un espace intérieur plus spacieux et plus convivial.
Les moteurs électriques seraient alimentés grâce à une combinaison de batteries et de supercapacités. L’Ellisup est capable de se recharger aux terminus de ligne avec un système de pantographe placé à l'avant de l'autobus, avec un système de charge en 4 minutes pour 8 à 10 km d’autonomie[réf. nécessaire]. Ce procédé permet de réduire la masse de batteries à bord du véhicule et contribue à la réduction des coûts d'exploitation.
L'Ellisup comportera notamment dans son aménagement intérieur une connexion Wifi, un système automatique de détection des piétons, des vitres à vue panoramique, un éclairage d'intensité variable etc.
Aucun modèle de série n'est actuellement prévu.